# Fédération berlinoise de football
La Fédération berlinoise de football  (BFV, allemand : Berliner Fußball-Verband), fondée le 11 septembre 1897, est l'organisation parapluie de 371 clubs contenant 187 142 licenciés à Berlin. 3 774 équipes membres de la fédération prennent part aux championnats allemands.
C'est l'une des 21 fédérations régionales de la DFB, subalterne de la Nordostddeutscher Fußball-Verband (NOFV). En outre, elle contient le Comité de cricket de Berlin (allemand : Berliner Cricket Komitee), qui est l'organisation parapluie de tous les clubs de cricket de Berlin et l'une des sept fédérations régionales de la Fédération allemande de cricket.

## Histoire
La BFV est la fédération qui a succédé à la Fédération des clubs allemands de jeux de balle (VDB, allemand : Verbands Deutscher Ballspielvereine), fondée le 11 septembre 1897 et rebaptisée Fédération des clubs de jeux de balle de Berlin (VBB, allemand : Verband Berliner Ballspielvereine) en 1902. En 1911, la VBB fusionne avec deux autres fédérations basées à Berlin pour former la Fédération des clubs de jeux de balle de Brandebourg (également VBB, allemand : Verband Brandenburgischer Ballspielvereine).
Après l'arrivée au pouvoir des nazis en 1933, la DFB et toutes les fédérations régionales de football sont dissoutes et remplacées par le Fachamt Fußball qui met en place les Fußballgaue. La VBB est remplacée par le Gau Berlin-Brandebourg avec la Gauliga Berlin-Brandebourg comme première division. Ce n'est qu'après la fin de la Seconde Guerre mondiale que la fédération fut rétablie en 1949. Cependant, comme la région de Brandebourg autour de Berlin faisait déjà partie de la RDA, la fédération reprit le nom de Fédération des clubs de jeux de balle de Berlin. Un an plus tard, les équipes de Berlin-Est ont également dû adhérer à la Fédération d'Allemagne de l'Est de football et seules les équipes de Berlin-Ouest étaient donc soumises à la nouvelle VBB. Celle-ci est ensuite rebaptisée Fédération berlinoise de football (BFV) le 26 octobre 1985.
Après la réunification allemande, les membres de la Fédération de football de Berlin (fédération de football de Berlin-Est), présidée par Uwe Piontek, rejoignent la BFV le 17 novembre 1990 et les équipes de l'Ouest et de l'Est se retrouvèrent à nouveau dans les mêmes ligues lors de la saison 1991-1992.

## Organisation

### Présidence
| Mandat      | Président        | Club                 |
| ----------- | ---------------- | -------------------- |
| 1949–1970   | Paul Rusch       | BSC Rehberge         |
| 1970–1981   | Eberhard Hartlep | SV Hellas-Nordwest   |
| 1981–1990   | Uwe Hammer       | Hertha 03 Zehlendorf |
| 1990–2004   | Otto Höhne       | Hertha 03 Zehlendorf |
| depuis 2004 | Bernd Schultz    | BFC Alemannia 1890   |

Le président de la Fédération berlinoise de football est Bernd Schultz. Le bureau de la fédération est situé à Berlin-Halensee dans la Maison du football et est dirigé depuis 2017 par le directeur général Kevin Langner.
Le Comité de cricket de Berlin fait partie de la Fédération berlinoise de football et est dirigé par Sven Leistikow. Elle organise le cricket pour les sept clubs sportifs de cricket de Berlin.

### Licenciés
La fédération chapeaute 371 clubs contenant 187 142 licenciés évoluant dans 3 774 équipes.
13% des licenciés sont des femmes ou des filles. Environ 1 500 entraîneurs licenciés et 1 000 arbitres font partie de la fédération berlinoise. Le club comportant le plus de licenciés est le 1. FC Union Berlin avec 49 152 licenciés (2023),,.

### Centre de formation
Le centre de formation Richard Genthe, basé à Berlin-Wannsee, est géré par la Fédération berlinoise de football. L'équipe d'entraîneurs comprend également deux formateurs de la fédération à temps plein.

## Ligues

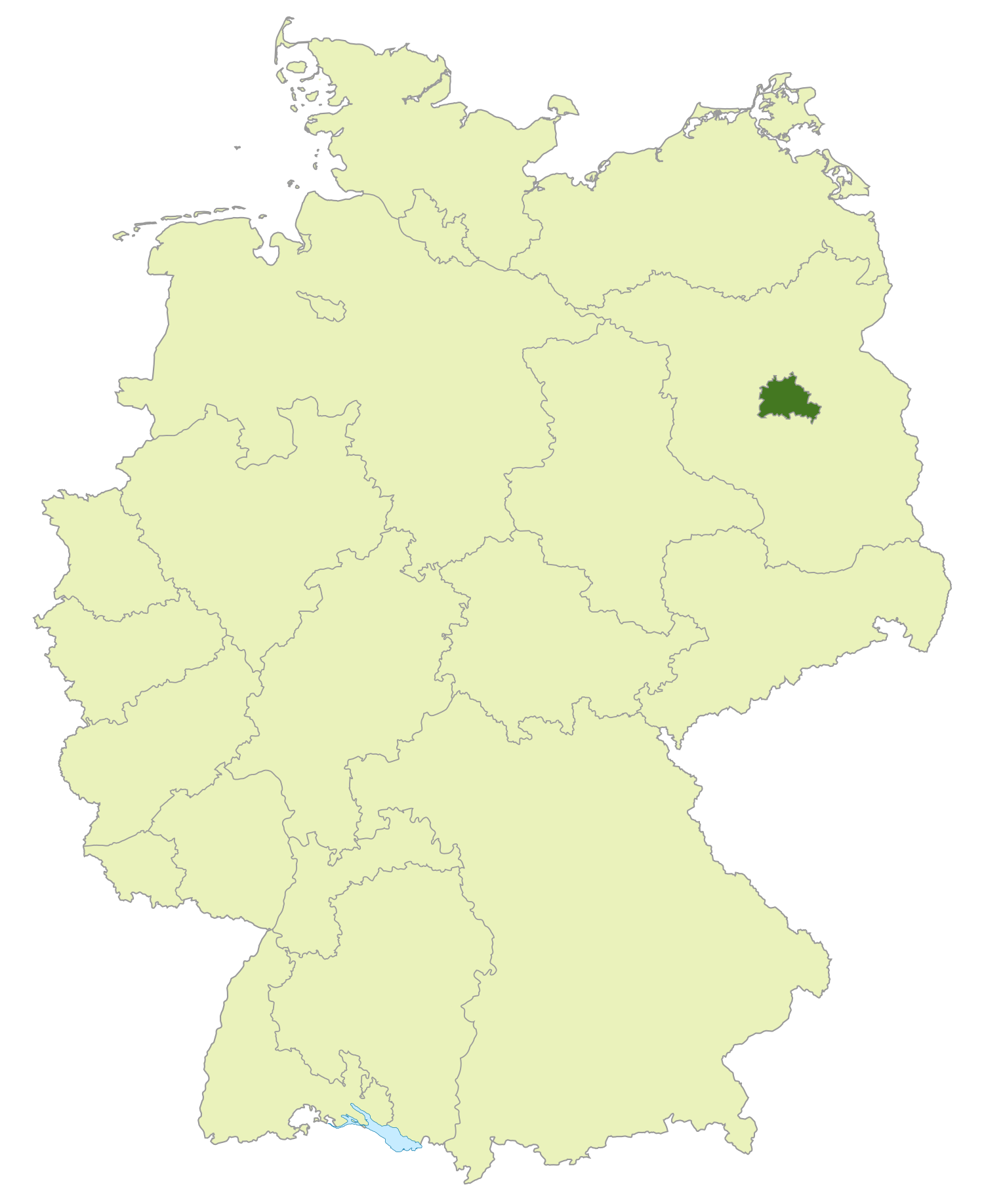
Territoire couvert par la Fédération berlinoise de football

La ligue masculine la plus élevée de la BFV est la Berlin-Liga, dont le champion reçoit le titre de champion de football de Berlin et est autorisé à accéder à la NOFV-Oberliga. L'association organise également annuellement la Coupe de Berlin, dont le champion obtient une place en DFB-Pokal.
| Niveau | Ligue |
| ------ | --- |
| 6e     | Berlin-Liga 18 équipes 1er : Champion de Berlin + promotion en NOFV-Oberliga 16e à 18e : Relégation                     |
| 7e     | Landesligen (2 groupes) 16 équipes par groupe ↑ 1 à 2 promus par groupe ↓ 3 relégués par groupe                         |
| 8e     | Bezirksligen (3 groupes) 16 équipes par groupe ↑ 2 promus par groupe ↓ 3 relégués par groupe                            |
| 9      | Kreisligen A (4 groupes) 16 équipes par groupe ↑ 2 promus par groupe + promotion du meilleur 3e ↓ 3 relégués par groupe |
| 10     | Kreisligen B (5 groupes) 16 équipes par groupe ↑ 2 à 3 promus par groupe ↓ 2 à 3 relégués par groupe                    |
| 11     | Kreisligen C (8 groupes) 14 à 16 équipes par groupe ↑ 1 à 2 promus par groupe                                           |

### Les autres fédérations subalternes de la NOFV
- Fußball-Landesverband Brandenburg (FLB)
- Landesfußballverband Mecklenburg-Vorpommern (LFV)
- Sächsischer Fußball-Verband (SFV)
- Fußballverband Sachsen-Anhalt (FSA)
- Thüringer Fußball-Verband (TFV)